# Сикија (Амфипољ)
Сикија (грч. Συκιά) је приморско насељено место у општини Амфипољ у периферији Средишња Македонија, Грчка. Према попису из 2021. године било је 16 становника.
Сикија се први пут помиње на попису из 1981. године са два становника.